# Friedrich Merkel

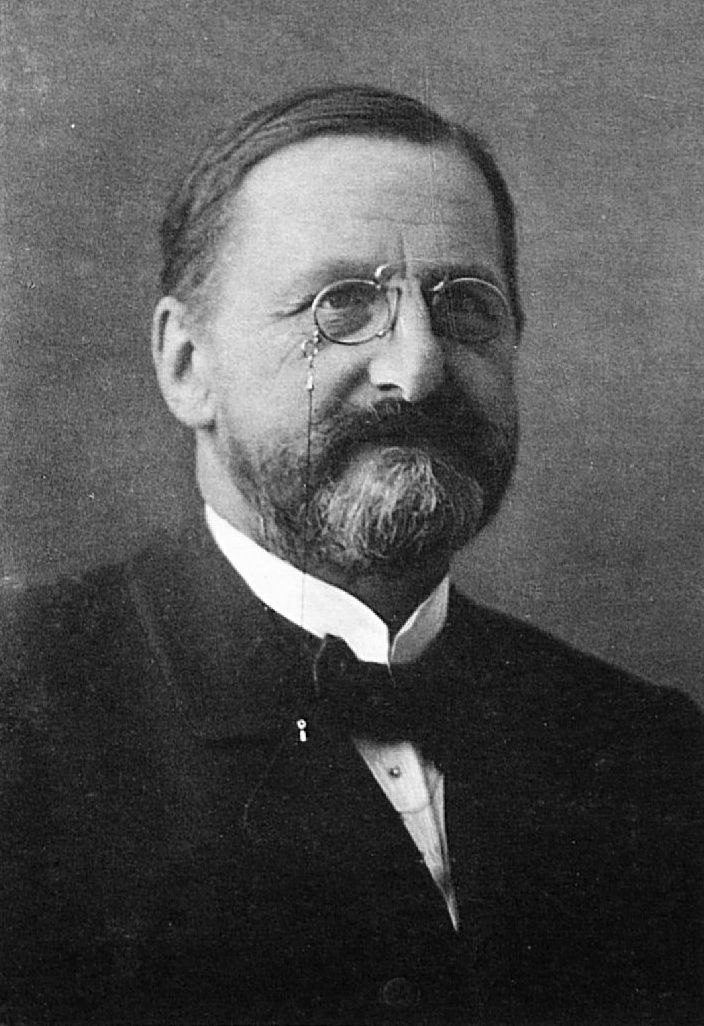
Friedrich Merkel

Johann Friedrich Sigmund Merkel, född 5 april 1845 i Nürnberg, död 28 maj 1919 i Göttingen, var en tysk anatom. 
Merkel blev medicine doktor 1869, professor i anatomi i Rostock 1872, i Königsberg 1883 och i Göttingen 1885. Han författade, förutom en mängd i vetenskapliga tidskrifter utgivna avhandlingar, bland annat Ueber die Endigungen der sensiblen Nerven in der Haut der Wirbelthiere (1880) och Handbuch der topographischen Anatomie (1885 och senare). Från 1892 utgav han tillsammans med Robert Bonnet "Ergebnisse der Anatomie und Entwicklungsgeschichte", liksom "Anatomische Hefte".
Han upptäckte Merkelcellen.
Merkel blev ledamot av Fysiografiska sällskapet i Lund 1905.